# بخش باری، شهرستان پاین، مینه سوتا
بخش باری (به انگلیسی: Barry Township) یک منطقهٔ مسکونی در ایالات متحده آمریکا است که در شهرستان پین، مینه‌سوتا واقع شده‌است.
 بخش باری ۹۱٫۸ کیلومتر مربع مساحت و ۵۸۷ نفر جمعیت دارد و ۲۸۰ متر بالاتر از سطح دریا واقع شده‌است.